# Isabey-Hamam

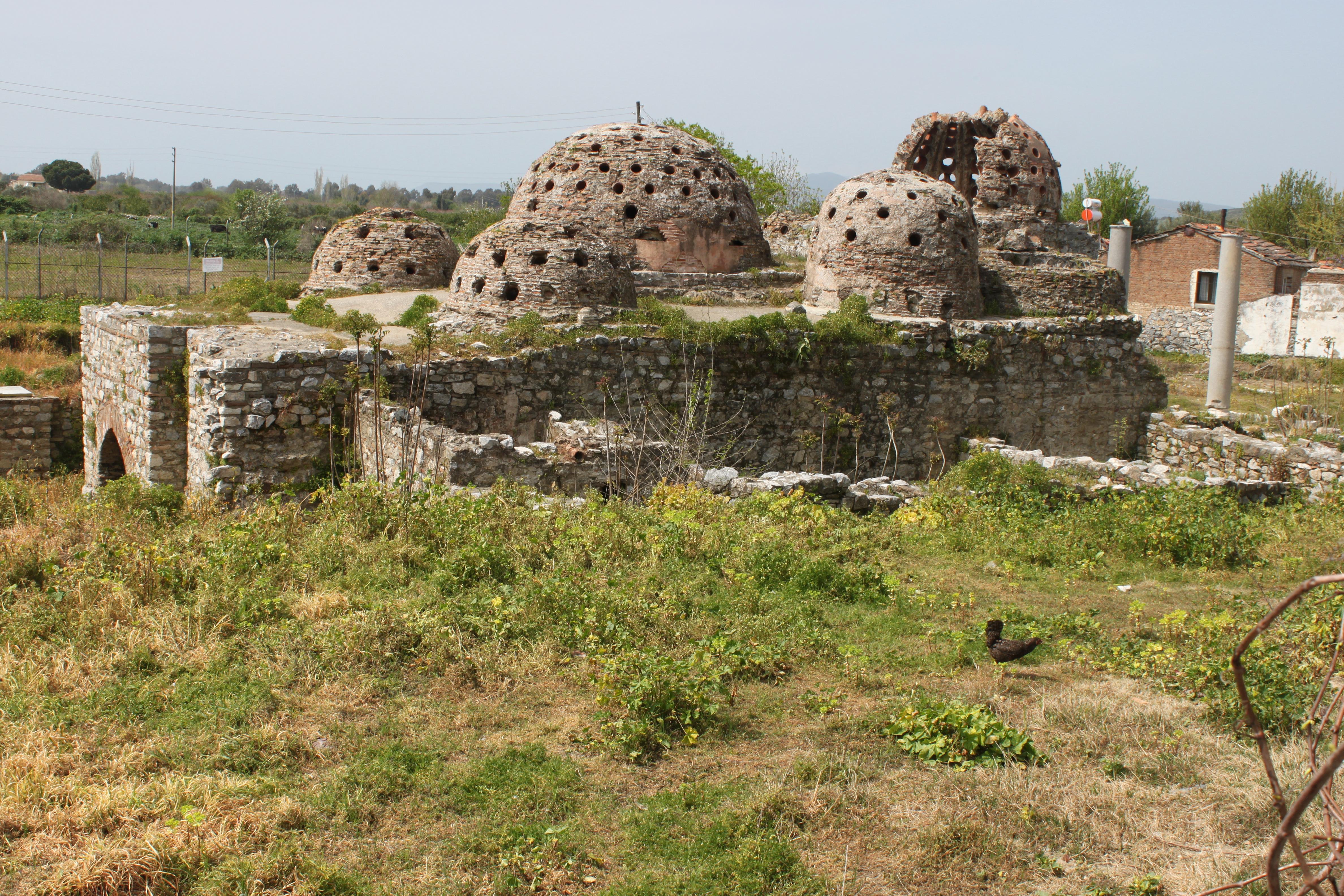
Isabey-Hamam

Der Isabey-Hamam im westtürkischen Selçuk ist ein ehemaliges Hamam aus der zweiten Hälfte des 14. Jahrhunderts. Der Hamam ist benannt nach seinem Erbauer, dem Sultan Isa Bey I. (1360–1390), Sohn von Mehmet Bey, dem Begründer der seldschukischen Dynastie der Aydınoğulları, die im 14. und 15. Jahrhundert in Westanatolien herrschte.
Der Hamam besteht aus einem rechteckigen Kernbau mit zentralem Kuppelraum, dem Heißbaderaum, der von weiteren Baderäumen umgeben war. Im Norden schließen sich Nebenräume (z. B. eine Toilette) an. Warmwasserspeicher und Befeuerungsraum lagen im Süden. Zu betreten war der Hamam von Norden über ein Peristyl. Im Osten gab es Läden, im Westen einen separaten Frauenbadebereich.
Das Bad blieb nur 60 bis 80 Jahre in Betrieb. Bereits um die Mitte des 15. Jahrhunderts diente es als Begräbnisstätte.
Koordinaten: 37° 57′ 4″ N, 27° 21′ 55,5″ O